# Migrasz ha-Rusim
Migrasz ha-Rusim (hebr. מגרש הרוסים; arab. المسكوبية, Al-Muskubijja) – osiedle mieszkaniowe w Jerozolimie w Izraelu, znajdujące się na terenie Zachodniej Jerozolimy.

## Położenie

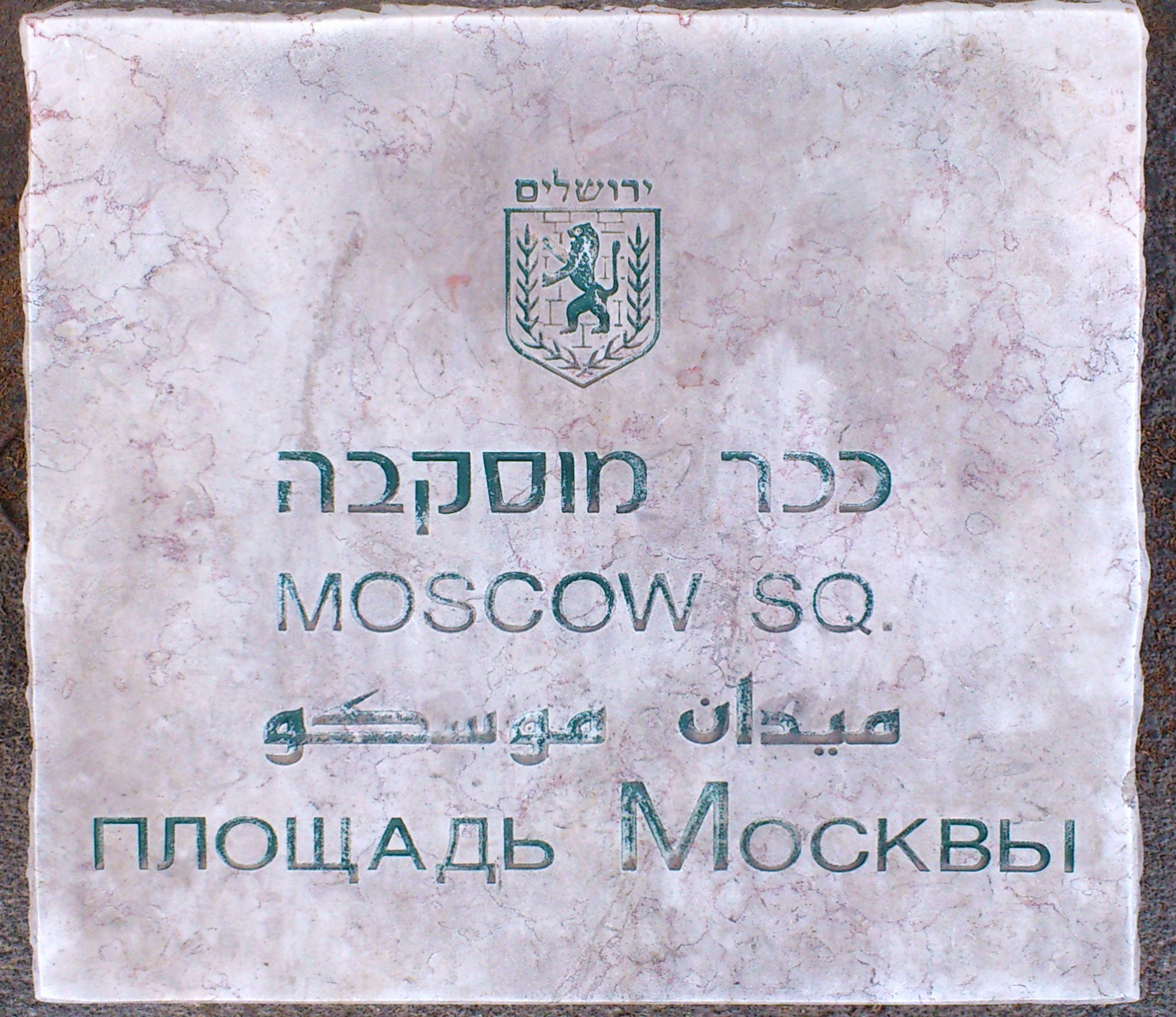

Osiedle leży w centrum miasta. Na północy znajduje się osiedle Me’a Sze’arim, na zachodzie osiedle Nahalat Sziwa, na południu osiedle Mamilla, a na zachodzie osiedla Morasza oraz Stare Miasto.

## Historia

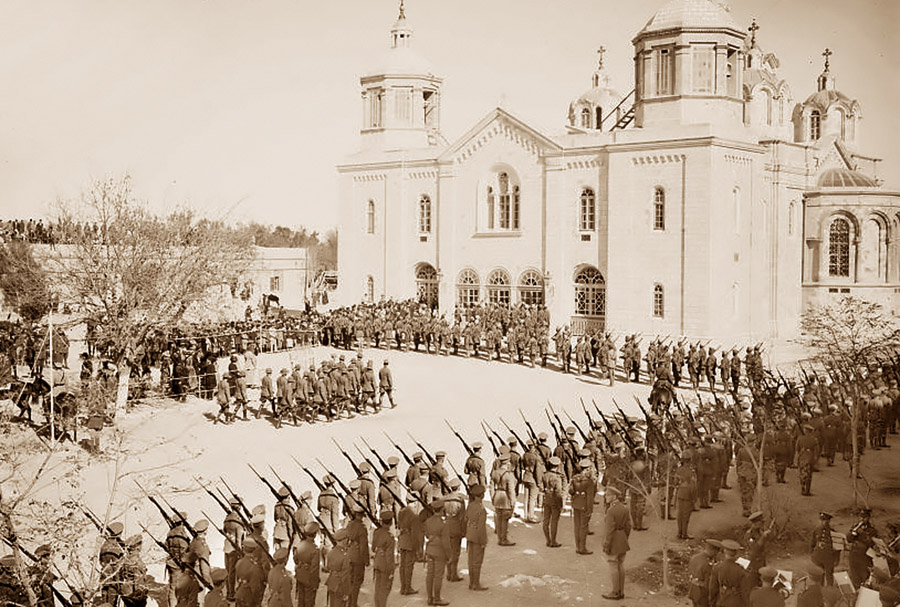
Generał Edmund Allenby przed katedrą Świętej Trójcy w Jerozolimie

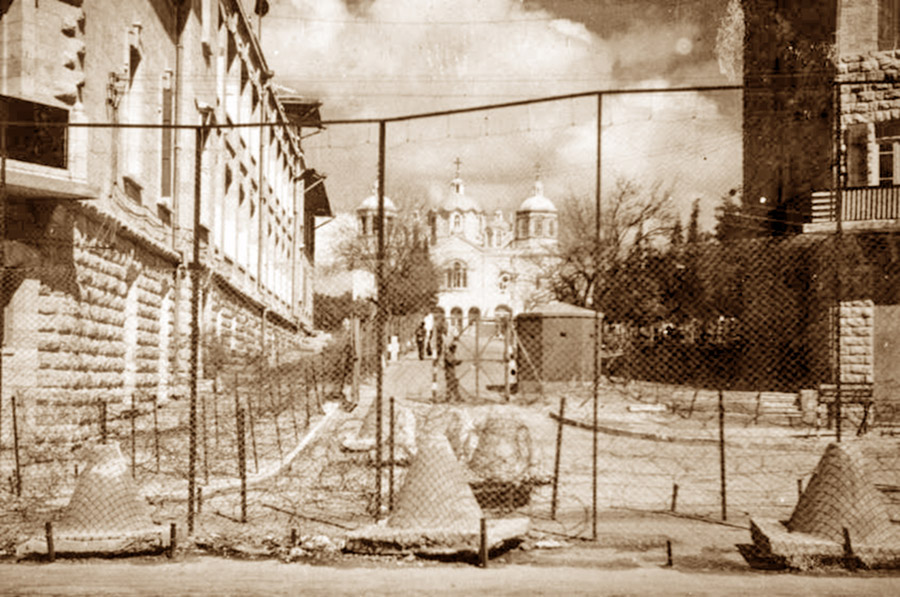
Główna kwatera brytyjskiej policji, nazywana „Bevingrad”, rok 1926

Budowa osiedla rozpoczęła się w latach 1860–1864 z inicjatywy Rosyjskiego Kościoła Prawosławnego, który poszukiwał miejsca do obsługi ruchu dużej ilości pielgrzymów przyjeżdżających z Imperium Rosyjskiego do Jerozolimy. Projekt opracował rosyjski architekt Martin Iwanowicz Eppinger. W kolejnych latach powstały tutaj liczne hospicja, klasztory i kościoły. W 1872 r. wybudowano katedrę Świętej Trójcy.
Wybuch I wojny światowej przerwał rozbudowę osiedla. Turcy zajęli rosyjską dzielnicę, zamykając wszystkie tutejsze kościoły. Mieszkający tutaj Rosjanie zostali potraktowani jako wrogowie i wydaleni z Palestyny. Wybuch Rewolucji październikowej w 1917 miał duży wpływ na życie Migrasz ha-Rusim. Nowe władze radzieckie zatrzymały ruch rosyjskich pielgrzymów do Ziemi Świętej, z czym wiązało się także wstrzymanie wsparcia finansowego. Wraz z końcem wojny, Palestyna znalazła się pod panowaniem Brytyjczyków. Dalszy upadek osiedla został powstrzymany przez brytyjskie władze mandatowe, które umieściły tutaj większość urzędów Mandatu Palestyny. Między innymi znajdowała się tutaj główna kwatera brytyjskiej policji, nazywana „Bevingrad”, w której podziemiach było więzionych wielu członków żydowskich organizacji paramilitarnych. Rosnące osadnictwo żydowskie w Palestynie było jednym z czynników pobudzających konflikt izraelsko-arabski. Rosnąca liczba incydentów zmusiła brytyjskie władze do utworzenia w osiedlu Migrasz ha-Rusim „strefy bezpieczeństwa”. Obejmowała ona kompleks budynków rządowych, które otoczono kordonem z drutu kolczastego. Z upływem czasu dobudowano bunkry i wystawiono umocnione pozycje ogniowe. Wejście na teren „strefy bezpieczeństwa” był dozwolone jedynie za specjalną przepustką.
O północy 14 maja 1948 roku, brytyjskie władze mandatowe ogłosiły zakończenie sprawowania władzy wojskowej i administracyjnej w Jerozolimie. Natychmiast po opuszczeniu miasta przez wojska brytyjskie, siły żydowskie przeprowadziły operację Kilszon, w trakcie której zajęto budynki administracji mandatowej w Migrasz ha-Rusim. Podczas I wojny izraelsko-arabskiej w 1948 r. przy osiedlu przebiegała linia walk toczonych w trakcie bitwy o Jerozolimę.
Gdy w 1948 ZSRR uznał państwo Izrael, rząd izraelski przekazał całą własność rosyjskiego kościoła w osiedlu Migrasz ha-Rusim na rzecz Patriarchy Moskwy. W roku 1964 rząd Izraela odkupił większość osiedla (z wyjątkiem katedry i kilku budynków) w zamian za pomarańcze o wartości 3,5 miliona dolarów.